# مسيحية كاريزماتية مستقلة
المسيحية الكاريزماتية المستقلة هي حركة داخل المسيحية الكاريزماتية الإنجيلية والتي تركز على سلطة ما يُطلق عليهم "الرسل الكاريزماتيين" وتسعى إلى التحول الشامل للمجتمع. استخدم المصطلح لأول مرة في عام 2017 من قبل عالمي الاجتماع براد كريسترسون وريتشارد فلوري في كتابهما "صعود المسيحية الشبكية: كيف يغير القادة المستقلون المشهد الديني" لوصف النمو السريع لشكل من أشكال المسيحية البروتستانتية من عام 1970 إلى عام 2010، واعتُمد المصطلح منذ ذلك الحين من قبل معلقين آخرين. تتميز الحركة عن أشكال المسيحية الأخرى باستخدامها للحوكمة الشبكية، المبنية على شبكات من الرسل الكاريزماتيين، بدلاً من الهياكل والتسلسلات الهرمية الكنسية التقليدية. وتستمر هذه الشبكات من خلال استخدام تكنولوجيات الاتصال الجديدة مثل وسائل التواصل الاجتماعي، والتي تسهل التواصل بين القادة في الشبكة وتمكن القادة من بناء قاعدة من المتابعين غير المرتبطين بمنطقة جغرافية. وتتميز بالإيمان باستخدام مواهب الروح القدس الخارقة وتشجيع استخدامها، إلى جانب التركيز على تحويل المجتمع وفقًا للقيم المسيحية من خلال الصلاة ووصول المسيحيين إلى مناصب قيادية في مجالات الأعمال والحكومة والإعلام والفنون والترفيه والتعليم والأسرة والدين. وفي الغالب تميل إلى المحافظة السياسية، وفي الولايات المتحدة، ترتبط بدعم السياسيين الجمهوريين.

## السمات المميزة

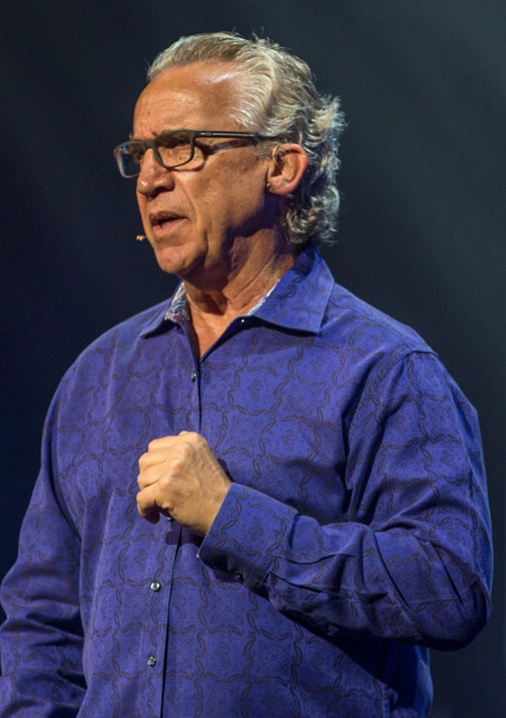
بيل جونسون، الزعيم الكبير لكنيسة بيت إيل؛ وقد وصف العديد من المعلقين جونسون والكنيسة بأنهما جزء من المسيحية الكاريزماتية المستقلة.

الشبكة المسيحية المستقلة ليست طائفة دينية بل هي شبكة من قادة الكنائس المستقلة وأشباه الكنائس. حيث يفضل قادة المسيحية الكاريزماتية المستقلة محاولة التأثير بشكل مباشر على معتقدات وممارسات الأفراد، بغض النظر عن انتماءاتهم الشخصية والطائفية. ويعتبر الخلاص الفردي أكثر أهمية من بناء جماعات الكنيسة؛ فبدون أي طائفة أو حركة رسمية، يرتبط القادة الأفراد بشبكات تعاونية غير رسمية ولكنها قوية.
ويُطلق على القادة في المسيحية الكاريزماتية المستقلة "الرسل". يميل الرسل إلى أن يكونوا كاريزميين بالمعنى الفيبري حيث يُنظر إليهم على أنهم يمتلكون سلطة خارقة للطبيعة تثبت خدمتهم. كما يستخدمون تقنيات الاتصال الحديثة مثل الإنترنت، مما يسمح بتبادل الأفكار ومتابعة المشاريع المشتركة دون قيود العمل داخل هيكل هرمي. وتسمح هذه التقنيات الحديثة بناء علاقات دولية وأتباع على المستوى الدولي، باستخدام الإنترنت ووسائل التواصل الاجتماعي لإنشاء مواقع مترابطة عبر الإنترنت لا تعتمد على الروابط الجغرافية. يتواصل المتابعون في المقام الأول مع القادة من خلال هذه المنتديات عبر الإنترنت، ويسافرون أحيانًا لحضور المؤتمرات.

### المعتقدات
داخل المسيحية الكاريزمية، يؤمن القادة والمنظمات باستمرار عمل المواهب الروحية الخارقة للطبيعة للروح القدس، مثل الشفاء الخارق للطبيعة، والمعجزات، والنبوة والتحدث بالألسنة.  لا يقتصر النشاط الخارق للطبيعة على القادة الكاريزماتيين؛ فالمدارس مثل مدرسة بيت إيل للخدمة الخارقة للطبيعة تُعلّم طلابها كيفية ممارسة المواهب الخارقة للطبيعة بأنفسهم واستخدامها في المجتمع. يزعم كريسترسون وفلوري أن الوعد بالتجربة المباشرة للظواهر الخارقة للطبيعة يجذب الشباب ويشكل عامل جذب رئيسي لهم. لاحظ دايرون ب. دوجريتي، أستاذ الدين والفلسفة في جامعة بيبرداين ، أن المعتقدات والممارسات الكاريزمية لجماعة بيت الصلاة الدولي - وهي من جماعات المسيحية الكاريزماتية المستقلة - جنبًا إلى جنب مع إمكانية الوصول إلى محتواها عبر الإنترنت، جعلتها جذابة بشكل خاص لأبناء جيل الألفية.

## التاريخ
يحدد كريسترسون وفلوري جذور المسيحية الكاريزماتية المستقلة في حركات كنيسة كاليفورنيا وفينيارد في أواخر الستينيات والسبعينيات، وجون ويمبر كالفرد الذي كان العديد من قادة الشبكة المستقلة الكاريزماتية الأوائل على صلة به. ظهرت الخلافات داخل كنيسة فينيارد في أواخر الثمانينيات وأوائل التسعينيات، وبدلاً من إنشاء المخالفين كنائسهم أو طوائفهم الخاصة، شكل هؤلاء القادة شبكة أكثر مرونة مكنت القادة الأفراد من بناء دعوتهم الخاصة دون القيود أو المسؤوليات التي تنطوي عليها إدارة مجموعات الكنائس. ركز هؤلاء القادة، ومن بينهم سي. بيتر واغنر، وبيل جونسون، وتشي آن، ومايك بيكل، جهودهم على نشر نفوذهم الشخصي من خلال هذه الشبكات واستخدام تقنيات الإعلام الجديدة.

## التركيبة السكانية
وفقًا لبحث أجراه كريسترسون وفلوري، فإن المسيحية الكاريزماتية المستقلة هي أسرع مجموعة مسيحية نموًا في أمريكا وربما في جميع أنحاء العالم". وبينما تقلص إجمالي حضور الكنيسة البروتستانتية بنسبة 0.05% في المتوسط سنويًا بين عامي 1970 و2010، فإن "الجماعات المستقلة ذات التوجه الجديد"، نمت بمعدل 3.24% سنويًا في نفس الإطار الزمني. حيث كانت فعالة بشكل خاص في جذب الشباب، وخاصة جيل الألفية.

## فهرس
- "Bringing Heaven to Earth". Heart and Soul. 18 يونيو 2017. BBC. World Service. مؤرشف من الأصل في 2025-01-24.
- Daughrity، Dyron B. (2018). Rising: The Amazing Story of Christianity's Resurrection in the Global South. Minneapolis: Fortress Press.
- Christerson، Brad؛ Flory، Richard (2017a). The Rise of Network Christianity: How Independent Leaders are Changing the Religious Landscape. Oxford: Oxford University Press.
- Christerson، Brad؛ Flory، Richard (2017b). "How a Christian movement is growing rapidly in the midst of religious decline". The Conversation. اطلع عليه بتاريخ 2019-11-28.
- Ostling، Richard (2017). "Is this the 'fastest-growing Christian group in America,' and perhaps the world?". Get Religion. اطلع عليه بتاريخ 2019-11-17.
- Smith، James K. A. (2018). "How to Find God (on YouTube)". Los Angeles Review of Books. اطلع عليه بتاريخ 2019-11-17.